# Hello Love
Hello Love è l'ottavo album di Chris Tomlin (il quinto da solista) ed è stato pubblicato il 2 settembre 2008.

## Le canzoni
1. Sing, Sing, Sing - 3:50
2. Jesus Messiah - 4:47
3. You Lifted Me Ou - 4:11
4. God of This City - 5:06
5. I Will Rise - 5:00
6. Love - 4:58
7. Praise The Father, Praise The Son - 3:58
8. God almighty - 6:38
9. My Deliverer - 5:36
10. With Me - 4:05
11. Exalted (Yahweh) - 5:51
12. All the Way My Savior Leads Me - 4:36[1]